# Comuna Gurbănești, Călărași
Gurbănești (în trecut, Gurbănești-Coțofanca și Gurănești-Preasna) este o comună în județul Călărași, Muntenia, România, formată din satele Codreni, Coțofanca, Gurbănești (reședința), Preasna, Preasna Veche și Valea Presnei.

## Așezare
Comuna Gurbănești se află în vestul județului, pe malurile Mostiștei, la sud-vest de orașul Lehliu Gară. Este străbătută de șoseaua județeană DJ303, care o leagă spre nord de Sărulești și Tămădău Mare (unde se termină în DN3) și spre sud de Valea Argovei, Frăsinet și Mânăstirea (unde se termină în DN31). Lângă satul Coțofanca, din acest drum se ramifică șoseaua județeană DJ305, care duce spre nord-est la Nicolae Bălcescu și Lehliu (unde se termină tot în DN3).
Sub aspectul morfologic zona aparține părții de nord-vest a Bărăganului sudic, iar din punct de vedere climatic zona prezintă o climă continentală excesivă cu contraste mari de la vară la iarnă, puse în evidență de factorii climaterici caracteristici fiecărui sezon.

## Demografie
Componența etnică a comunei Gurbănești
     Români (91,64%)
     Alte etnii (0%)
     Necunoscută (8,36%)
Componența confesională a comunei Gurbănești
     Ortodocși (90,77%)
     Alte religii (0,26%)
     Necunoscută (8,97%)
Conform recensământului efectuat în 2021, populația comunei Gurbănești se ridică la 1.148 de locuitori, în scădere față de recensământul anterior din 2011, când fuseseră înregistrați 1.380 de locuitori. Majoritatea locuitorilor sunt români (91,64%), iar pentru 8,36% nu se cunoaște apartenența etnică. Din punct de vedere confesional, majoritatea locuitorilor sunt ortodocși (90,77%), iar pentru 8,97% nu se cunoaște apartenența confesională.

## Politică și administrație
Comuna Gurbănești este administrată de un primar și un consiliu local compus din 9 consilieri. Primarul, Sandu Manea[*], de la Partidul Social Democrat, este în funcție din 2012. Începând cu alegerile locale din 2024, consiliul local are următoarea componență pe partide politice:
|  | Partid                   | Consilieri | Componența Consiliului | Componența Consiliului | Componența Consiliului | Componența Consiliului | Componența Consiliului | Componența Consiliului | Componența Consiliului | Componența Consiliului | Componența Consiliului |
|  | ------------------------ | ---------- | ---------------------- | ---------------------- | ---------------------- | ---------------------- | ---------------------- | ---------------------- | ---------------------- | ---------------------- | ---------------------- |
|  | Partidul Social Democrat | 9          |                        |                        |                        |                        |                        |                        |                        |                        |                        |

## Istorie
La sfârșitul secolului al XIX-lea, comuna purta numele de Gurbănești-Coțofanca, făcea parte din plasa Negoiești a județului Ilfov și era formată din satele Coțofanca, Gurbănești, Preasna Veche și Paicu, având în total 2095 de locuitori ce trăiau în 324 de case și 91 de bordeie. În comună existau trei biserici (la Coțofanca, Gurbănești și Paicu) și o școală mixtă, iar principalii proprietari de terenuri erau principele Bibescu, moștenitorii lui Sp. Gasoti și Eforia Spitalelor Civile din București. La acea vreme, pe teritoriul actual al comunei mai funcționa în aceeași plasă și comuna Preasna Nouă, având 1133 de locuitori, 233 de case și 18 bordeie în satele Preasna Nouă și Codreni; în această comună erau două biserici și o școală mixtă.
Anuarul Socec din 1925 consemnează că cele două comune au fost unite sub numele de Gurbănești-Preasna în plasa Sărulești a aceluiași județ, având 4258 de locuitori în satele Codreni, Coțofanca, Fântâna Doamnei, Gurbănești, Paicu, Preasna Nouă, Ciofliceni și Valea Presnei. În 1931, comuna a luat numele de Gurbănești, iar satele Paicu și Fântâna Doamnei au fost separate și arondate noii comune denumite Principele Mihai.
În 1950, comuna a trecut în administrația raionului Oltenița din regiunea București. În 1968, a revenit la județul Ilfov, reînființat. În 1981, o reorganizare administrativă regională a dus la transferarea comunei la județul Călărași. Satele Preasna Veche și Codreni au fost depopulate în urma construcției barajului de la Gurbănești, pe Mostiștea, în 1985.

## Monumente istorice
Cinci obiective din comuna Gurbănești sunt incluse în lista monumentelor istorice din județul Călărași ca monumente de interes local. Trei dintre ele sunt situri arheologice: așezarea din perioada Latène aflată pe malul Mostiștei, la nord de satul Coțofanca; așezarea similară de pe tereasa Mostiștei de la est de satul Gurbănești; și situl arheologic de la nord de satul Preasna, pe malul stâng al Mostiștei, ce cuprinde o a treia așezare din perioada Latène, precum și o alta din Epoca Bronzului târziu.
Un al patrulea obiectiv este clasificat ca monument de arhitectură: schitul Codreni, datând de la 1678, cuprinzând biserica „Schimbarea la Față”, chiliile, turnul-clopotniță și zidul de incintă, ansamblu distrus odată cu formarea acumulării Mostiștea. În fine, al cincilea obiectiv, clasificat ca monument memorial sau funerar, este crucea de hotar din centrul satului Coțofanca, datând din secolul al XIX-lea, aflată la intersecția dintre DJ303 cu drumul ce duce către biserică.